# Nier: Automata Ver1.1a
Nier: Automata Ver1.1a (ニーア オートマタ Nia Otomata?) es una serie japonesa de anime, basada en el videojuego NieR: Automata desarrollado por PlatinumGames y publicado por Square Enix. La serie esta producida por A-1 Pictures y se estrenó el 8 de enero de 2023.

## Personajes
2B
 Seiyū: Yui Ishikawa, Betzabé Jara (español latino)
9S
 Seiyū: Natsuki Hanae, Pascual Meza (español latino)
Pod 042 (ポッド042 Poddo 042?)
 Seiyū: Hiroki Yasumoto, Jorge Badillo (español latino)
Pod 153 (ポッド153 Poddo 153?)
 Seiyū: Kaoru Akiyama, Montserrat Aguilar (español latino)
Comandante (司令官 Shireikan?)
 Seiyū: Chiaki Kanō, Xóchitl Ugarte (español latino)
Operator 60 (オペレーター60 Operētā 60?)
 Seiyū: Keiko Isobe, Gaby Gris (español latino)
Operator 210 (オペレーター210 Operētā 210?)
 Seiyū: Meari Hatsumi, Nayeli Hidalgo (español latino)
Pascal (パスカル Pasukaru?)
 Seiyū: Aoi Yūki, Rosalinda Márquez (español latino)
Adam (アダム Adamu?)
 Seiyū: Daisuke Namikawa, Víctor Ruiz (español latino)
Eve (イヴ Ivu?)
 Seiyū: Tatsuhisa Suzuki, Luis Navarro (español latino)
Lily (リリィ Rirī?)
 Seiyū: Atsumi Tanezaki, Iarel Verduzco (español latino)
A2
 Seiyū: Ayaka Suwa, Alejandra Delint (español latino)

## Producción
Nier: Automata Ver1.1a está basado en NieR: Automata, un juego de rol de acción de 2017 desarrollado por PlatinumGames y publicado por Square Enix. Es una secuela del videojuego Nier de 2010 y que forma parte de la serie más amplia Drakengard, el juego fue un éxito comercial y de crítica. Nier: Automata Ver1.1a fue animada por A-1 Pictures. Fue dirigida por Ryōji Masuyama, quien se encargó de la composición de la serie con el director original Yoko Taro. Jun Nagai fue el diseñador de personajes y director de animación, y Hirofumi Sakagami fue el director de arte. Los episodios terminan con breves espectáculos de marionetas creados por Moge.
Aniplex propuso el concepto de una adaptación al anime de NieR: Automata en 2018, y Yoko se sorprendió ya que las adaptaciones al anime a menudo se creaban como un vínculo con el juego para aumentar las ventas. Hanae estuvo presente durante una discusión inicial con Yoko y el productor del juego, Yosuke Saito, reaccionando con incredulidad ante el plan. Al crear los personajes, Square Enix le dio a A-1 Pictures los modelos de personajes CG, y el equipo creó animaciones de fotogramas clave para expresiones comunes y, a veces, simplificó el diseño y el movimiento de la ropa para hacerla manejable. El diseño artístico era más colorido, aunque mantuvieron la paleta tenue establecida. Las escenas del búnker y la animación de apertura, que parecen en blanco y negro, fueron difíciles para el equipo artístico ya que necesitaban encontrar un tono lo suficientemente parecido para imitar un efecto en blanco y negro. Al comentar sobre el diseño de las marionetas, Moge recordó haber creado las marionetas YoRHa con patrones basados en los diseños de los personajes de tamaño completo.
Al hablar de la historia, Yoko comentó que simplemente replicar la historia del juego en forma de anime sería aburrido, por lo que propuso hacer varios cambios en la historia para adaptarla al nuevo medio, algo a lo que Masuyama y Aniplex inicialmente se opusieron, lo que provocó un debate prolongado entre ellos. Se trabajó en el escenario durante un largo período, y Saito comentó que los deseos del personal de producción del juego se incorporaron al escenario reelaborado. Al planificar la serie, el primer episodio se escribió para reflejar la sección del tutorial de apertura del juego, y el segundo episodio en adelante se desvió hacia su propia versión de los eventos. El número de episodios se decidió en función de cuántos se necesitarían para volver a contar la historia del juego. Al crear los guiones gráficos, las escenas del juego se reprodujeron muy fielmente, luego se agregaron otras escenas nuevas mientras se intentaba recuperar la atmósfera original y crear una identidad visual unificada. Yoko comentó que la presentación del anime permitió una narración cinematográfica de una manera que el juego no podía lograr.
Debido al cambio de formato, hubo secuencias extendidas alejadas de los personajes principales y los actores tuvieron que expresar algunas escenas que eran solo de texto en el juego. Retomando su papel de protagonista, Yui Ishikawa mencionó que la historia mantuvo una temática depresiva fiel al juego original. Su impresión de 2B cambió después de cinco años de trabajar en el título y disfrutó de su dinámica con Natsuki Hanae debido al vínculo que comparten. Hanae encontró que el anime era único por mostrar una visión diferente del manejo de los personajes en comparación con el juego original. Atsumi Tanezaki estaba emocionada y nerviosa por unirse al elenco, disfrutó interpretando a Lily y encontró que el episodio donde se reveló su historia de fondo era una sección desafiante de interpretar.

### Música
La música estuvo a cargo de MONACA, una productora musical que había trabajado con Yoko en múltiples proyectos, incluido NieR: Automata. Keiichi Okabe fue compositor, arreglista y productor musical. Keigo Hoashi y Kuniyuki Takahashi fueron cocompositores y coarreglistas con Okabe. Shotaro Seo proporcionó el trabajo de coro. Yukio Nagasaki actuó como director de sonido Al ser contactado, le dijeron a Okabe que podía usar y arreglar la partitura original del juego, lo que lo reconfortó ya que había grandes expectativas en torno al anime. Las canciones originales eran generalmente tranquilas y sin letra para no inmiscuirse en la historia, aunque se utilizaba música original cuando una escena se reproducía con precisión.
El anime incluye tres temas musicales; el tema de apertura «escalate», interpretado por Aimer, y el tema de cierre «Antinomy» (アンチノミー Anchinomī?), interpretado por amazarashi. Aimer se inspiró en los androides de la narrativa que actúan como humanos para interpretar su canción, que también tiene la idea de tragedia. Amazarashi, que había trabajado antes con Yoko en una canción promocional del juego, escribió la canción basándose en el tema narrativo del juego de descubrir verdades que son opuestas a las creencias. Yoko dirigió un vídeo musical especial, que presenta un espectáculo de marionetas que cuenta la historia del juego utilizando Machine Lifeforms. Yoko describió el tema como luchar en un mundo sin padres y encontrar esperanza incluso en repetidas batallas. El tema de apertura de la segunda parte es «Black Box», interpretado por LiSA.

## Transmisión
La serie se anunció durante la transmisión en vivo del quinto aniversario de NieR: Automata en febrero de 2022. La serie se estrenó el 8 de enero de 2023 en Tokyo MX y otras cadenas. La transmisión se retrasó dos veces debido a problemas de producción que provocaron el rebrote de la pandemia de COVID-19. El primero comenzó con el tercer episodio y duró del 28 de enero al 18 de febrero. El segundo comenzó después del octavo episodio, y los episodios 9 a 12 se transmitieron consecutivamente el 23 de julio. Después de la transmisión de los últimos cuatro episodios, se anunció que se había dado luz verde a la producción en una segunda parte. Se estrenó el 5 de julio de 2024. Aniplex of America obtuvo la licencia de la serie fuera de Asia, y lo transmitió en Crunchyroll. El 14 de diciembre de 2022, Crunchyroll anunció que la serie recibirá un doblaje en español latino, que se estrenó el 28 de enero de 2023.

## Recepción
Inverse elogió el estreno de la serie por ser accesible para los recién llegados y fiel al juego original. Anime Optimist declaró que si bien adaptar la trama y los temas del popular juego original fue demasiado difícil, la inclusión de Yoko Taro como escritor parece hacer que la premisa general sea positiva. The Escapist encontró que el primer episodio era original por cambiar constantemente entre las perspectivas de los protagonistas en lugar de depender principalmente de 2B solo para brindar un enfoque más único a la historia y disfrutó de la inclusión de Yoko en el anime como Anime Feminist.